# Sollevamento pesi ai Giochi della XXIX Olimpiade - 94 kg maschile

## Risultati
| Pos.    | Atleta                   | Nazione     | Gruppo | Peso  | Strappo (kg) | Strappo (kg) | Strappo (kg) | Strappo (kg) | Slancio (kg) | Slancio (kg) | Slancio (kg) | Slancio (kg) | Totale |
| Pos.    | Atleta                   | Nazione     | Gruppo | Peso  | 1            | 2            | 3            | Risultato    | 1            | 2            | 3            | Risultato    | Totale |
| ------- | ------------------------ | ----------- | ------ | ----- | ------------ | ------------ | ------------ | ------------ | ------------ | ------------ | ------------ | ------------ | ------ |
| Oro     | Szymon Kołecki           | Polonia     | A      | 93.73 | 174          | 177          | 179          | 179          | 217          | 224          | 228          | 224          | 403    |
| Argento | Arsen Kasabiev           | Georgia     | A      | 93.69 | 172          | 176          | 178          | 176          | 215          | 223          | 231          | 223          | 399    |
| Bronzo  | Yoandry Hernández        | Cuba        | A      | 92.30 | 172          | 172          | 178          | 178          | 215          | 220          | 220          | 215          | 393    |
| 4       | Asghar Ebrahimi          | Iran        | A      | 92.32 | 180          | 184          | 184          | 180          | 212          | 212          | 217          | 212          | 392    |
| 5       | Roman Konstantinov       | Russia      | A      | 93.90 | 175          | 179          | 179          | 175          | 212          | 212          | 222          | 212          | 387    |
| 6       | Jürgen Spieß             | Germania    | A      | 93.74 | 170          | 173          | 175          | 173          | 206          | 211          | 214          | 211          | 384    |
| 7       | José Juan Navarro        | Spagna      | B      | 93.09 | 165          | 170          | 173          | 173          | 206          | 210          | 212          | 210          | 383    |
| 8       | Artem Ivanov             | Ucraina     | A      | 93.97 | 170          | 175          | 175          | 170          | 205          | 210          | 214          | 210          | 380    |
| 9       | Vadim Vacarciuc          | Moldavia    | B      | 93.69 | 168          | 168          | 172          | 168          | 205          | 205          | 212          | 205          | 373    |
| 10      | Eugen Bratan             | Moldavia    | B      | 93.71 | 170          | 175          | 175          | 170          | 200          | 207          | 207          | 200          | 370    |
| 11      | Konstantinos Gkaripis    | Grecia      | B      | 93.01 | 150          | 157          | 160          | 160          | 190          | 195          | 200          | 200          | 360    |
| 12      | Anastasios Triantafyllou | Grecia      | B      | 93.90 | 147          | 155          | 160          | 155          | 185          | 190          | 196          | 196          | 351    |
| 13      | Ravi Bhollah             | Mauritius   | B      | 93.03 | 125          | 130          | 130          | 125          | 145          | 150          | 157          | 150          | 275    |
| —       | Bartłomiej Bonk          | Polonia     | A      | 93.00 | 175          | 180          | 180          | 175          | 211          | 211          | 212          | —            | —      |
| —       | Eduardo Guadamud         | Ecuador     | B      | 93.71 | 165          | 170          | 170          | 165          | 206          | 206          | 206          | —            | —      |
| dq      | Ilya Ilin                | Kazakistan  | A      | 93.64 | 175          | 180          | —            | —            | 223          | 223          | 226          | —            | —      |
| dq      | Chadžimurat Akkaev       | Russia      | B      | 92.99 | 178          | 182          | 185          | —            | 212          | 215          | 217          | —            | —      |
| dq      | Nizami Pashayev          | Azerbaigian | A      | 93.83 | 180          | 180          | 181          | —            | 215          | 215          | 215          | —            | —      |